# Obadele Thompson

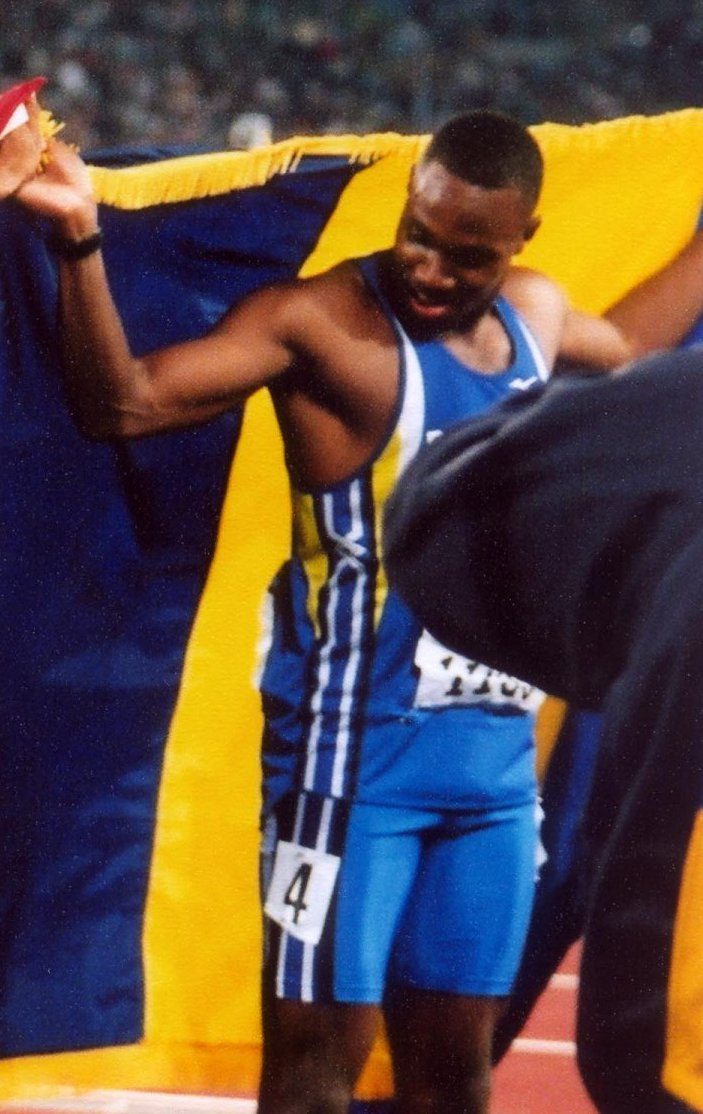
Obadele Thompson, Sydney 2000

Obadele Thompson (* 30. März 1976 in Bridgetown) ist ein ehemaliger barbadischer Leichtathlet.
Thompson zählt seit Mitte der 1990er Jahre zu den weltbesten 100-Meter- und 200-Meter-Läufern. Bei den Olympischen Spielen 2000 in Sydney gewann er die Bronzemedaille über 100 Meter in 10,04 s. Über 200 Meter wurde er Vierter.
Auch bei den Olympischen Spielen 2004 in Athen war er wieder für die kleine Karibik-Insel am Start. Über 100 Meter erreichte er erneut das Finale, konnte diesmal jedoch keine Medaille gewinnen.
Obadele Thompson hat bei einer Größe von 1,75 m ein Wettkampfgewicht von 67 kg.
Er lief 1996 in El Paso mit 9,69 s die damals schnellste jemals über 100 Meter gelaufene Zeit, allerdings bei irregulärem Rückenwind von 5,0 m/s.
Seit Februar 2007 ist Thompson mit der ehemaligen Sprinterin Marion Jones verheiratet und hat mit ihr zwei Kinder.

## Persönliche Bestzeiten
- 100 m – 9,87 s
- 200 m – 19,97 s
- 400 m – 45,38 s